# Bucher (Familienname)
Bucher ist ein deutschsprachiger Familienname. Vgl. (auch im Hinblick auf Herkunft und Bedeutung) ggf. die Namensvariante Buchner (Familienname).
Zu dem aus Eisleben stammenden Bürgergeschlecht vgl. Bucher (sächsische Familie).

## Namensträger

### A
- Adolf Bucher (1878–1977), Schweizer Politiker (SP)
- Albert Bucher (1880–1961), deutscher katholischer Geistlicher und NS-Oppositioneller
- Albin Bucher, eigentlicher Name von Albin Berger (* 1955), deutscher Schlagersänger
- Alexander Bucher (1820–1881), Schweizer Politiker
- Alexius Jakob Bucher (1938–2023), deutscher Geistlicher sowie römisch-katholischer Theologe und Hochschullehrer
- Alf Bucher (Alfred Bucher; 1874–1939), schottischer Rugbyspieler
- Alfred Bucher (1898–1944), deutscher Komponist, Schriftsteller, Kabarettmitbegründer und Widerstandskämpfer gegen den Nationalsozialismus
- Alice Bucher (1898–1991), Schweizer Verlegerin und Mäzenin
- Alois Bucher (1860–1941), Schweizer Bankier und Politiker (CVP)
- Alois Bucher-Räber (?–1940), Schweizer Journalist und Redaktor
- André Bucher (Bildhauer) (1924–2009), Schweizer Bildhauer
- André Bucher (Autor) (* 1959), Schweizer Autor
- André Bucher (Volleyballspieler), österreichischer Volleyballspieler
- André Bucher (Leichtathlet) (* 1976), Schweizer Leichtathlet
- Andreas Bucher (* 1946), Schweizer Jurist und Hochschullehrer
- Angelika Bucher-Waldis (* 1940), Schweizer Schriftstellerin, siehe Angelika Waldis
- Anne Bucher, französische EU-Beamtin und Generaldirektorin
- Anton von Bucher (1746–1817), deutscher Pfarrer, Theologe und Schriftsteller
- Anton von Bucher (General) (1860–1918), bayerischer Generalleutnant, 1914/16 Bevollmächtigter zum Bundesrat
- Anton Bucher (Autor) (1874–1940), Schweizer Lehrer, Regionalhistoriker, Schriftsteller, Mundartdramatiker und Verleger
- Anton A. Bucher (* 1960), Schweizer Theologe, Pädagoge und Buchautor
- Arnold Bucher (1896–1968), Schweizer Industrieller
- Arnold Steinmann-Bucher (1849–1942), deutschsprachiger Wirtschaftswissenschaftler und Publizist

### B
- Barbara Braun-Bucher (* vor 1966), Schweizer Historikerin
- Barbara Rias-Bucher (* 1948), deutsche Buchautorin
- Bettina Bucher (* 1980), Schweizer Sportschützin
- Bonaventura Bucher (1719–1776), Fürstabt des Klosters Muri
- Bruno Bucher (Kunsthistoriker) (1826–1899), deutscher Kunstschriftsteller und Museumsdirektor in Wien
- Bruno Bucher (Politiker) (* 1955), Schweizer Autor und Manager

### C
- Carl Bucher (1898–1985), deutscher Ingenieur
- Carl Bucher (Bildhauer) (1935–2015), zeitweise auch „Lander“, Schweizer Bildhauer und Maler
- Carl Josef Bucher (1873–1950), Schweizer Drucker und Verleger
- Caspar Bucher (1554–1617), deutscher Philologe, Philosoph und Bibliothekar
- Chris Bucher (* 1987), Schweizer Schauspieler und Regisseur
- Christian Bucher (Ingenieur) (1956–2023), österreichischer Bauingenieur und Hochschullehrer
- Christian Bucher (Schlagzeuger) (* 1969), Schweizer Schlagzeuger
- Christian Traugott Bucher (1764–1808), sächsischer Botaniker
- Christoph Friedrich Bucher (1651–1716), sächsischer Geistlicher
- Consolata Bucher (1942–2015), Schweizer Zisterzienserin und Äbtissin von Frauenthal
- Constant Bucher (1900–??), Schweizer Leichtathlet

### D
- Dominikus Bucher (1871–1945), Schweizer Benediktiner und Abt von Muri-Gries

### E
- Eduard Bucher (1865–1943), Schweizer Politiker
- Emil Bucher (Fabrikant) (1840–1926), deutscher Fabrikant
- Emil Bucher (Maler) (1858–1931), Schweizer Maler
- Engelbert Bucher (1913–2005), Dekan des Fürstentums Liechtenstein
- Erich Bucher (Politiker, 1915) (1915–1994), deutscher Kommunalpolitiker
- Erich Bucher (Politiker, 1951) (* 1951), Schweizer Unternehmer und Politiker
- Ernst Bucher (1934–2022), Schweizer Physiker und Hochschullehrer
- Erwin Bucher (1920–2001), Schweizer Historiker
- Eugen Bucher (1929–2014), Schweizer Jurist
- Eugen Bucher (Maler) (1931–2021), Schweizer Maler und Bildhauer
- Ewald Bucher (1914–1991), deutscher Politiker (FDP/DVP, CDU)

### F
- Franz von Bucher (Franz Xaver von Bucher; 1798–1859), deutscher Lehrer und Politiker
- Franz Bucher (Politiker) (1813–1894), Schweizer Politiker
- Franz Bucher (Leichtathlet) (1914–1998), österreichischer Leichtathlet
- Franz Bucher (Künstler, 1928) (1928–1995), schweizerisch-deutscher Bildhauer und Grafiker
- Franz Bucher (Künstler, 1940) (* 1940), Schweizer Maler und Bildhauer
- Franz Bucher (Architekt) (Franz Bucher-Suanzes; * 1960), Schweizer Architekt
- Franz Bucher-Heller (1868–1925), Schweizer Richter, Politiker, Journalist und Schriftsteller
- Franz Josef Bucher (1834–1906), Schweizer Hotelier und Eisenbahnunternehmer
- Franz Xaver Bucher (Maler, 1743) (1743–1811), deutsch-ungarischer Maler
- Franz Xaver Bucher (Musiker) (1760–1828), deutscher Organist und Komponist
- Franz Xaver Bucher (Maler, 1899) (1899–1959), deutscher Maler
- Friedrich Benjamin Bucher (1771–1826), sächsischer Jurist, Wirtschaftspolitiker und Übersetzer
- Fritz Bucher (1928–2017), Schweizer Tierpfleger und Autor

### G
- Gebhard Bucher (1954–2013), deutscher Gastronom
- Georg Bucher (Freiheitskämpfer) (1774–1837), österreichischer Hauptmann und Schützenmajor
- Georg Bucher (Schauspieler) (1905–1972), österreichischer Schauspieler
- Georges Bucher (1924–2010), Schweizer Kulturförderer
- Gina Bucher (* 1978), Schweizer Autorin
- Gregor Bucher OSB (1935–2019), schweizerischer Ordensgeistlicher, katholischer Theologe und Logiker
- Gregor Bucher (Genetiker) (* 1970), deutscher Genetiker

### H
- Hans Bucher (Maler, 1929) (1929–2002), deutscher Maler, Restaurator und Gastwirt
- Hans Bucher (Maler, 1931) (1931–2007), niederländisch-schweizerischer Maler
- Hans-Jürgen Bucher (* 1953), deutscher Medienwissenschaftler
- Heidi Bucher (1926–1993), Schweizer Künstlerin
- Heinrich Bucher (Heinrich Bucher-Weiss; 1784–1850), Schweizer Fabrikant und Unternehmensgründer
- Hertha Bucher (1898–1960), österreichische Keramikerin
- Hieronymus Bucher (1538–1589), Großkaufmann in Eisleben und Halle
- Hubert Bucher (1931–2021), deutscher Geistlicher, Bischof von Bethlehem in Südafrika

### I
- Ivan Bucher (* 1973), Schweizer Bodybuilder

### J
- Jakob Bucher (1575–1617), Schweizer Politiker
- Jakob Anton Bucher (1927–2012), österreichischer Maler
- Jan Bucher (* 1957), US-amerikanische Freestyle-Skierin
- Jean Bucher-Guyer (1875–1961), Schweizer Unternehmer
- Jeanne Bucher (1872–1946), französischer Galerist und Kunsthändler
- Johann Bucher-Manz (1843–1919), Schweizer Landmaschinenunternehmer
- Johann Jakob Bucher (1814–1905), Schweizer Politiker
- Johann Peter Bucher (1740–1820), deutscher Rechtswissenschaftler
- Johanna Bucher (1921–1996), deutsche Schauspielerin
- John Bucher (1930–2020), US-amerikanischer Jazzmusiker
- John Conrad Bucher (1792–1851), US-amerikanischer Politiker
- Jordan Bucher (1823–1870), deutscher Theologe
- Josef Bucher (Politiker, 1815) (1815–1888), Schweizer Politiker, Nationalrat
- Josef Bucher (Politiker, 1864) (1864–1945), Schweizer Politiker, Regierungsrat von Obwalden
- Josef Bucher (Organist) (1929–2020), Schweizer Organist, Dirigent und Hochschullehrer
- Josef Bucher (Politiker, 1955) (* 1955), Schweizer Politiker (CVP)
- Josef Bucher (Politiker, 1965) (* 1965), österreichischer Politiker (FPÖ, BZÖ)
- Joseph Bucher (1838–1909), deutscher Verleger und Politiker
- Jürg Bucher (* 1947), Schweizer Manager und Unternehmer
- Jürgen Bucher (* 1957), deutscher Fußballspieler

### K
- Karl Bucher (1912–2010), Schweizer Pharmakologe und Hochschullehrer
- Karl Franz Ferdinand Bucher (1786–1854), deutscher Rechtswissenschaftler und Hochschullehrer
- Kurt Bucher (* 1947), auch Kurt Bucher-Nurminen, Schweizer Geologe, Petrologe und Hochschullehrer

### L
- Laura Bucher (* 1984), Schweizer Politikerin (SP) und Kantonsrätin
- Leopold Bucher (1797–1877), österreichischer Porträt- und Historienmaler
- Lloyd Mark Bucher (1927–2004), US-amerikanischer Marineoffizier
- Lothar Bucher (1817–1892), preußischer Jurist, Journalist und Politiker
- Louise Gilli-Bucher (1837/1838–1886), Schweizer Malerin
- Ludwig Bucher (1895–1973), Schweizer Maler

### M
- Mario Bucher (* 1991), Schweizer Politiker (SVP)
- Martin Bucher (Geistlicher) (1614–1690), sächsischer evangelischer Geistlicher
- Martin Bucher (Künstler) (* 1967), Schweizer bildender Künstler
- Michael Bucher (* 1969), österreichischer Judoka
- Michael Bucher (Musiker) (* 1975), Schweizer Gitarrist, Multiinstrumentalist, Komponist und Tongestalter
- Max Bucher (1901–1961), Schweizer Archivar
- Moritz Bucher (1491–1544), Leipziger Großkaufmann, siehe Moritz Buchner

### N
- Nadja Bucher (* 1976), österreichische Slam-Poetin und Autorin
- Noëlle Bucher (* 1985), Schweizer Politikerin
- Nuria Bucher (* 2005), Schweizer Handballspielerin

### O
- Otmar Bucher (* 1935), Schweizer Grafiker und Gestalter
- Otto Bucher (1901–?), Schweizer Ruderer
- Otto Bucher (Histologe) (1913–1991), Schweizer Histologe, Embryologe und Hochschullehrer

### P
- Patricia Bucher (* 1976), Schweizer Installations- und Objektkünstlerin
- Paul Bucher (1887–1966), französischer Ägyptologe
- Peter Bucher (1528–1582), Leipziger Bürgermeister
- Peter Bucher (Politiker, Nidwalden) (1820–1910), konservativer Regierungsrat im Kanton Nidwalden
- Peter Bucher (Politiker, 1899) (1899–1976), österreichischer Politiker (ÖVP)
- Peter Bucher (Handballspieler) (1947–2019), deutscher Handballspieler

### R
- Rainer Bucher (* 1956), deutscher Theologe
- Ralf Bucher (Fußballspieler) (* 1972), deutscher Fußballspieler
- Ralf Bucher (Politiker) (* 1978), Schweizer Politiker (CVP)
- Regina Bucher (* 1957), deutsche Kunsthistorikerin
- Renata Bucher (* 1977), Schweizer Triathletin
- Reto Bucher (* 1982), Schweizer Ringer
- Richard Bucher (1955–2012), Schweizer Eishockeytorwart
- Rolf Bucher (* 1966/1967), Schweizer Bauunternehmer
- Rudolf Bucher (Jurist) (1826–1889), deutscher Jurist und Politiker
- Rudolf Bucher (Mediziner) (1899–1971), Schweizer Arzt und Politiker (LdU)
- Ruedi Bucher (1926–2009), Schweizer Maler

### S
- Samuel Friedrich Bucher (1692–1765), deutscher Altertumsforscher, Philologe und Pädagoge
- Silvana Bucher (* 1984), Schweizer Skilangläuferin
- Simon Bucher (Pianist) (* 1980), Schweizer Pianist
- Simon Bucher (Schwimmer) (* 2000), österreichischer Schwimmer
- Simon Bucher-Jones (* 1964), britischer Autor
- Stefan Bucher-Twerenbold (* 1967), Schweizer Bildhauer
- Susann Finckh-Bucher, deutsche Sopranistin und Gesangspädagogin
- Susanne Gillmayr-Bucher (* 1962), österreichische römisch-katholische Theologin und Hochschullehrerin

### T
- Theodor Bucher (Schriftsteller) (1868–1935), Schweizer Kaufmann und Mundartautor
- Theodor Bucher (Pädagoge) (1921–2013), Schweizer Pädagoge und Priester
- Theodor Bucher (1935–2019), Schweizer Benediktiner, römisch-katholischer Theologe und Logiker, siehe Gregor Bucher
- Thomas Bucher-Johannessen (* 1997), norwegischer Skilangläufer
- Tobias Bucher (* 1989), Schweizer Eishockeyspieler

### U
- Urban Gottfried Bucher (1679–1722), sächsischer Gelehrter
- Urs Bucher (* 1962), Schweizer Beamter und Chef des Integrationsbüros
- Urs-Ulrich Bucher (1926–2002), Schweizer Segler

### W
- Walter Bucher (1926–2025), Schweizer Radsportler
- Walter Hauser-Bucher (1904–1967), Schweizer Unternehmer
- Walter Hermann Bucher (1889–1965), US-amerikanischer Geologe
- Werner Bucher (1938–2019), Schweizer Schriftsteller, Herausgeber und Verleger
- Willi Bucher (* 1948), deutscher Maler, Videokünstler und Ausstellungsmacher
- Wolf Bucher (1497–1566), Großkaufmann und Stadtvogt von Eisleben
- Wolfgang Bucher (1898–1944), deutscher Generalmajor

### Z
- Zeno Bucher (1907–1984), Schweizer Philosoph